# نقاشی باروک فلاندری

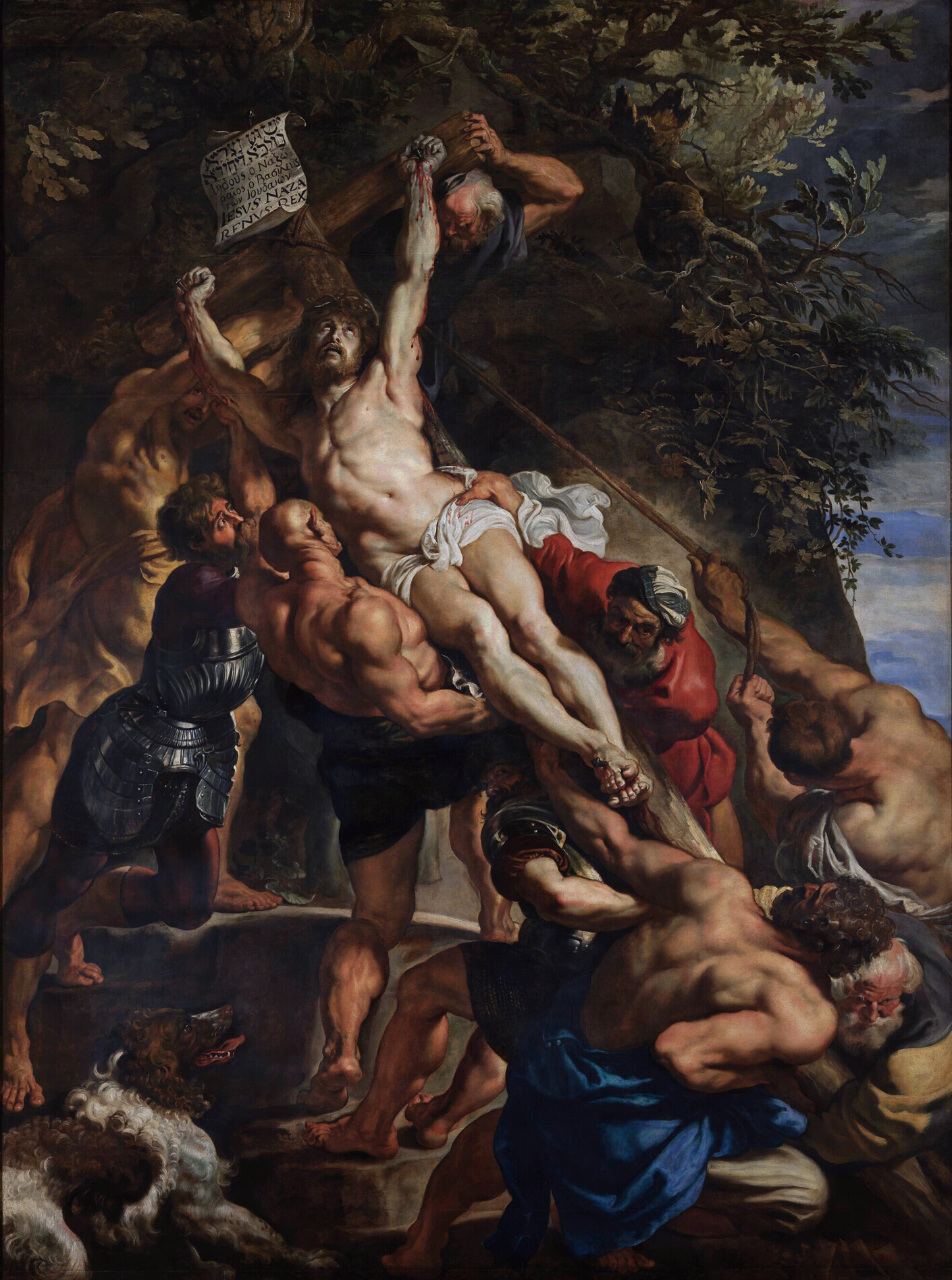
پیتر پل روبنس، برافراشتن صلیب، ج. ۱۶۱۰–۱۶۱۱

نقاشی باروک فلاندری به هنر تولید شده در هلند جنوبی در زمان کنترل اسپانیایی‌ها در قرن‌های ۱۶ و ۱۷ اشاره دارد. این دوره تقریباً از زمانی شروع می‌شود که با بازپس‌گیری آنتورپ توسط اسپانیا طی سالهای ۱۵۸۵ تا ۱۷۰۰، جمهوری هلند از مناطق هابسبورگ اسپانیا به جنوب جدا شد، زمانی که قدرت هابسبورگ اسپانیا با مرگ شاه چارلز دوم پایان یافت. آنتورپ، خانه هنرمندان برجسته پیتر پل روبنس، آنتونی ون دایک، و یاکوب جوردن، پیوند هنری بود.

## نقاشی تاریخ
نقاشی تاریخ که شامل موضوعات کتاب مقدس، اساطیری و تاریخی است، توسط نظریه پردازان قرن هفدهم به عنوان اصیل‌ترین هنر به حساب می‌آمد. اگرچه پس از سال ۱۶۰۹ روبنس شخصیت برجسته‌ای بود، اما آبراهام یانسنز یک نقاش مهم تاریخ در آنتورپ بین سال‌های ۱۶۰۰ و ۱۶۲۰ محسوب می‌شد.

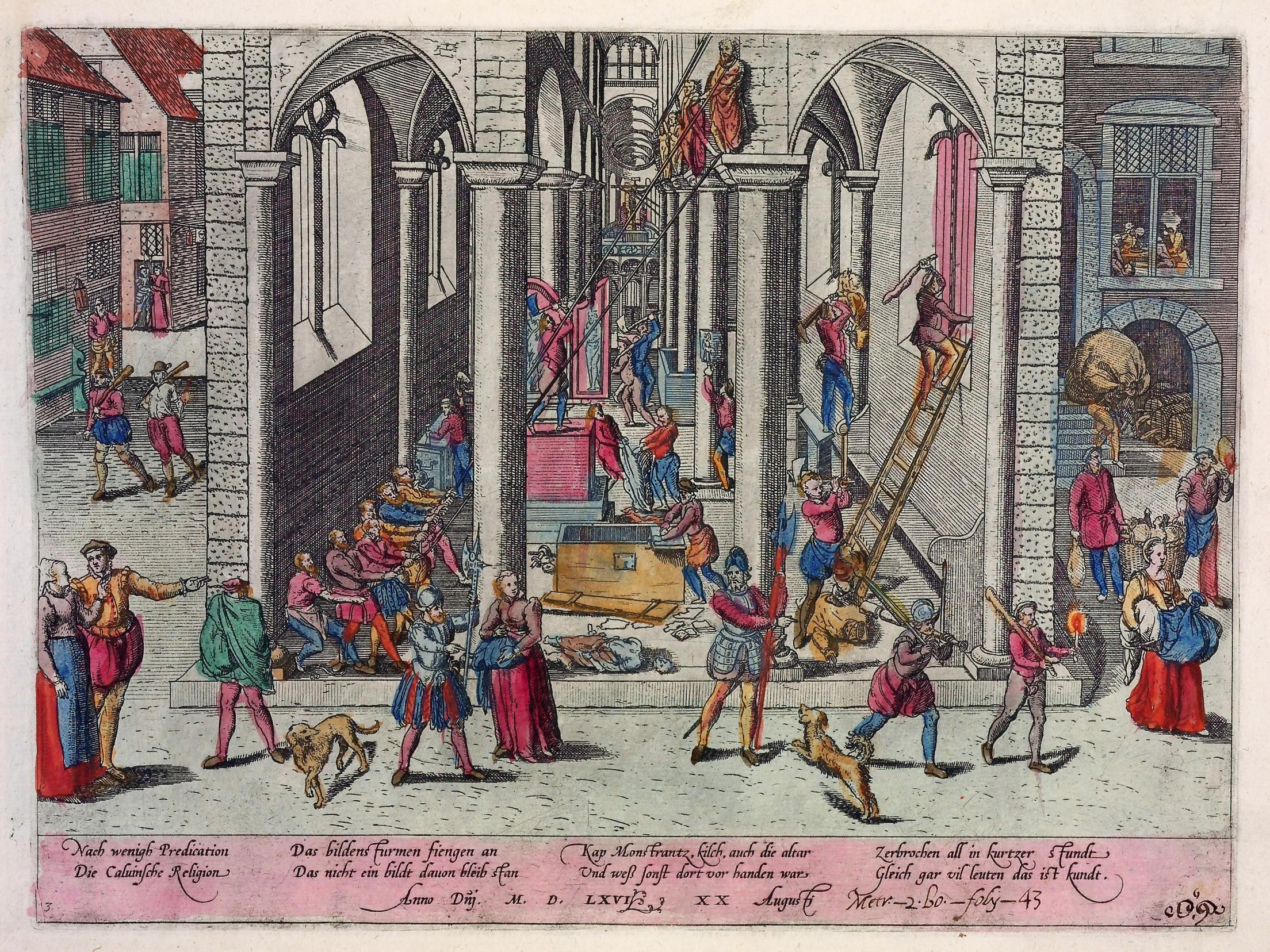
فرانس هوگنبرگ، شورش نماد شکن کالوینیست در ۲۰ اوت ۱۵۶۶ که بسیاری از نقاشی‌ها و تزئینات کلیسا ویران شدند و متعاقباً توسط هنرمندان متأخر سبک شمالی و باروک جایگزین شدند.

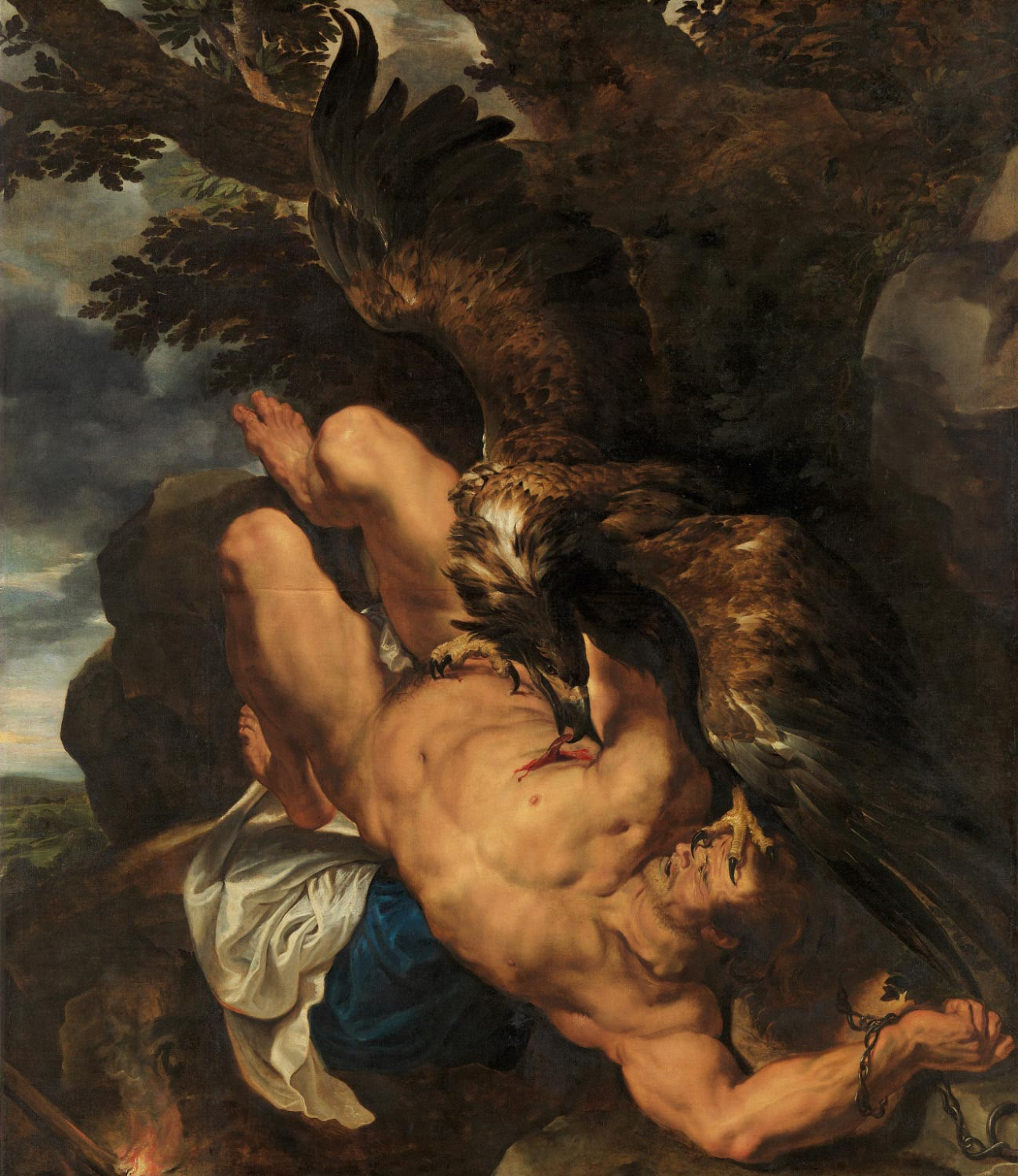
پیتر پل روبنس و فرانس اسنایدرز، پرومتئوس محدود، ۱۲–۱۶۱۱. موزه هنر فیلادلفیا این نقاشی نمونه باروک فلاندری از همکاری و تخصص است. اسنایدر که در حیوانات تخصص داشت، عقاب را نقاشی کرد در حالی که روبنس نقش پرومتئوس را نقاشی کرد.

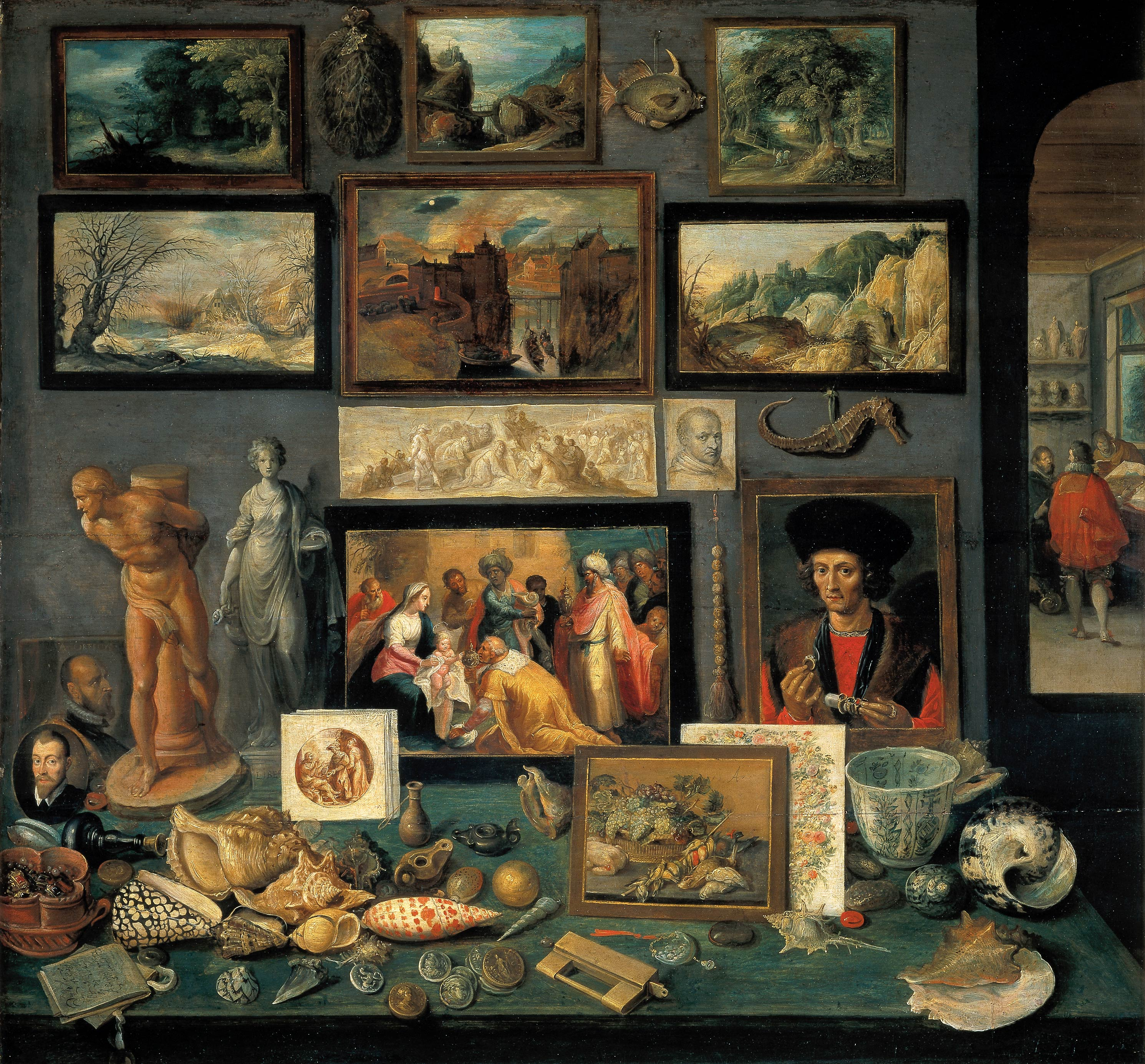
Frans Francken the Younger, Preziosenwand (دیوار گنج‌ها)، ۱۶۳۶. موزه تاریخی Kunsthistorisches, وین. این نوع نقاشی یکی از ابداعات مشخص فلاندری بود که در اوایل قرن هفدهم توسعه یافت.

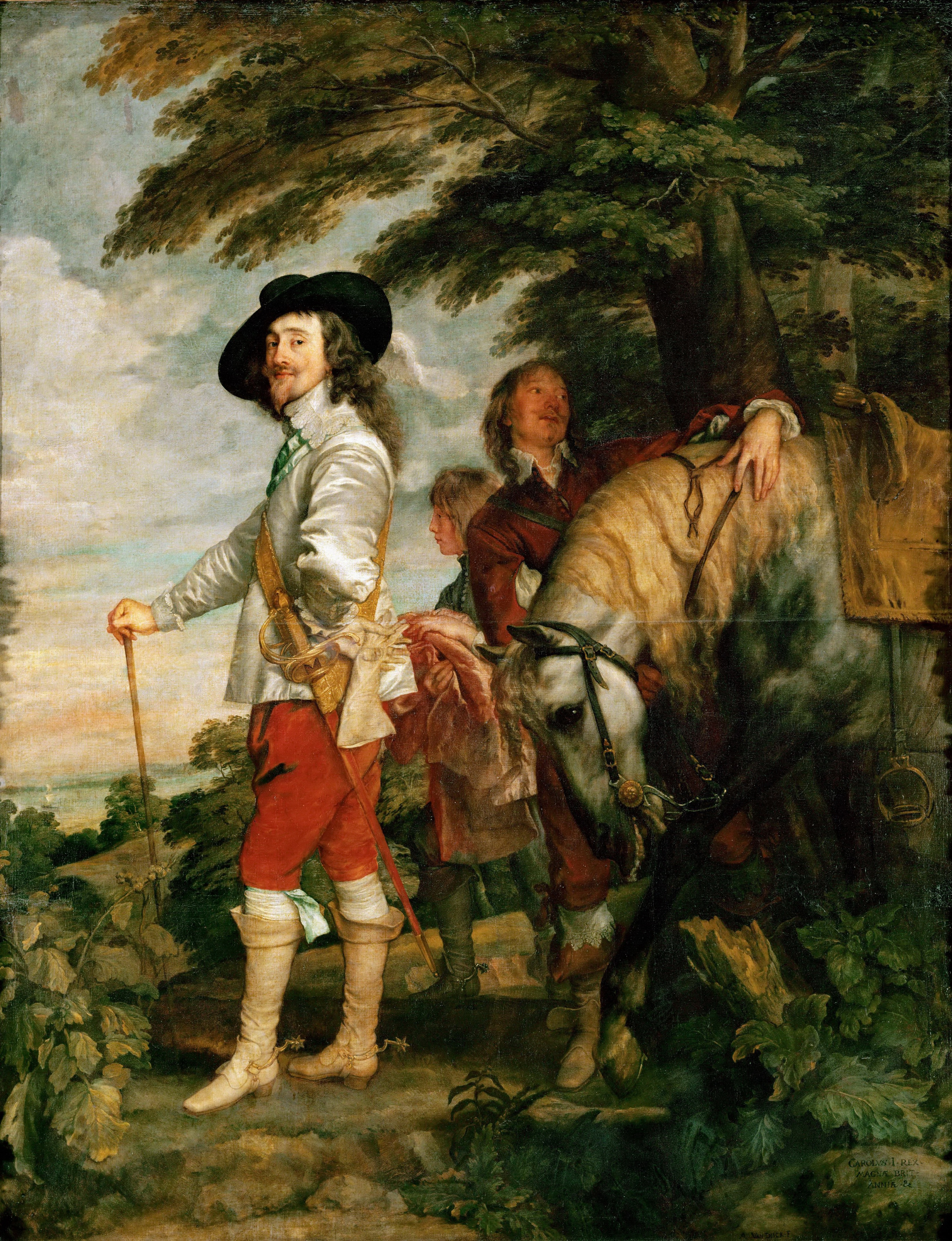
آنتونی ون دایک، پرتره شاه چارلز اول، ۱۶۳۵. لوور، پاریس.

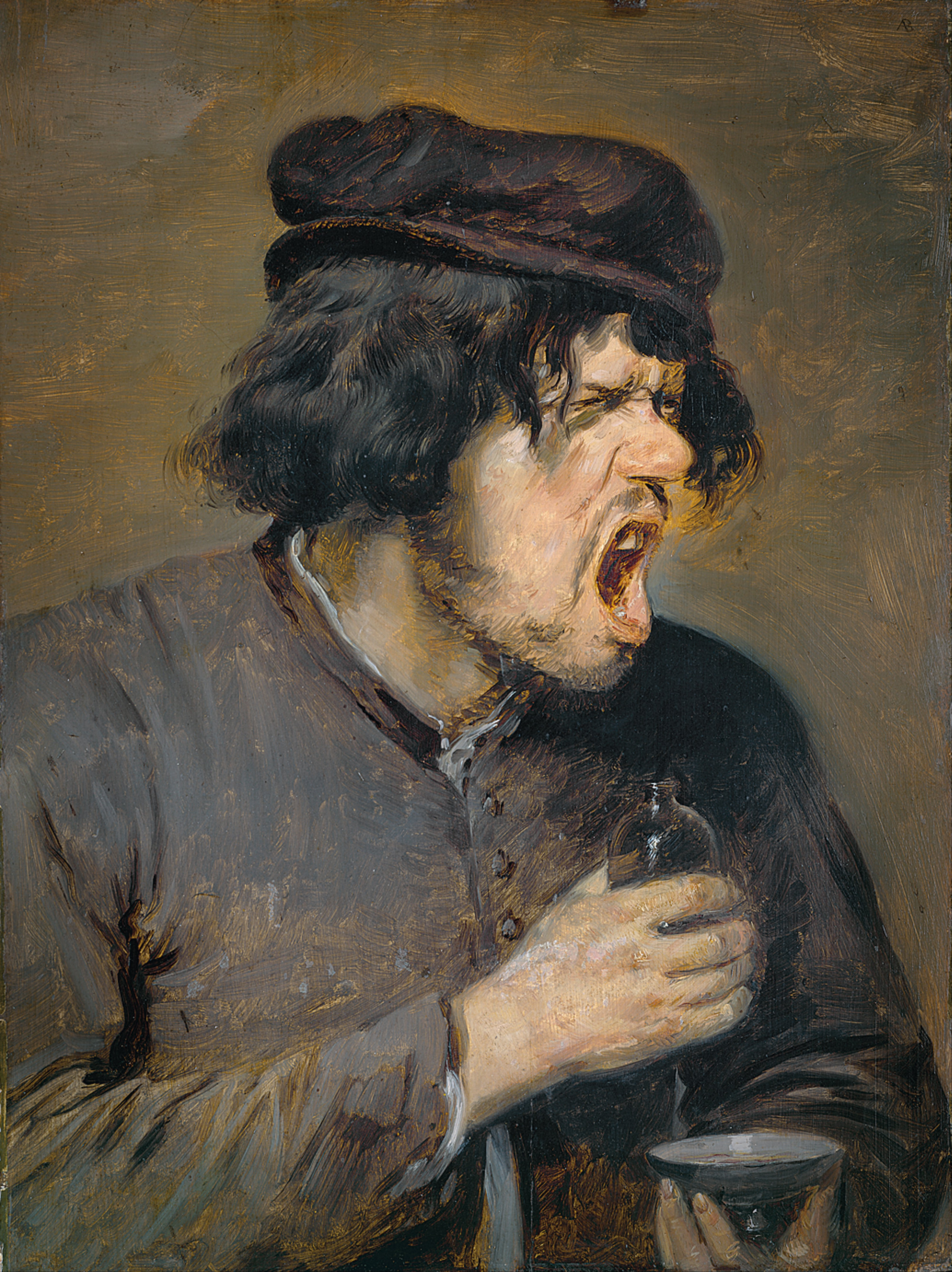
آدریان بروور، نوشیدنی تلخ، ج. ۱۶۳۰–۱۶۴۰. دهقانان بیانگر بروور نمونه ای از نقاشی‌های سبک «کم زندگی» هستند.

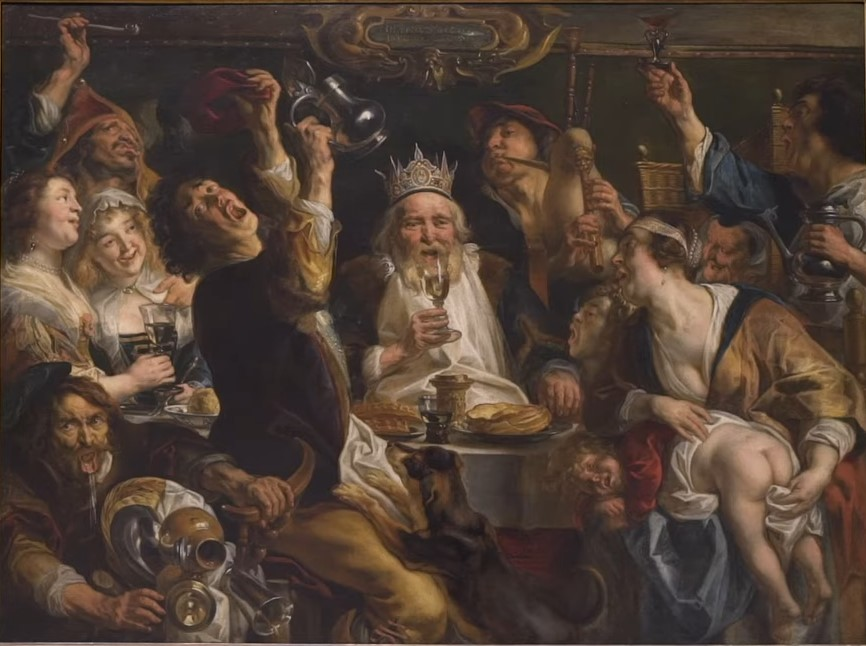
جیکوب جردن، شاه می‌نوشد. جوردیانس به خاطر نقاشی‌های بزرگش از صحنه‌های ژانر اخلاقی، مانند تصویری از جشن عیسی مسیح، معروف بود.

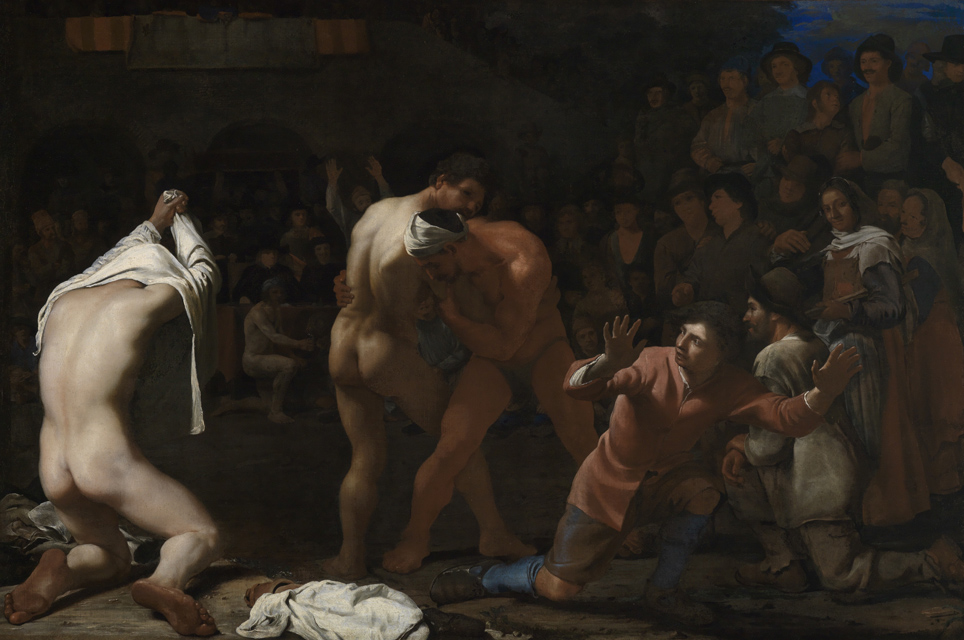
مایکل سویرتز، مسابقه کشتی، ۱۶۴۹. کارلسروهه، Staatliche Kunsthalle. سبک سویرتز متأثر از دوران اقامتش در رم است و او در این نقاشی یک موضوع ژانر را با ژست‌های کلاسیک و رنگ آمیزی ایتالیایی ترکیب می‌کند.

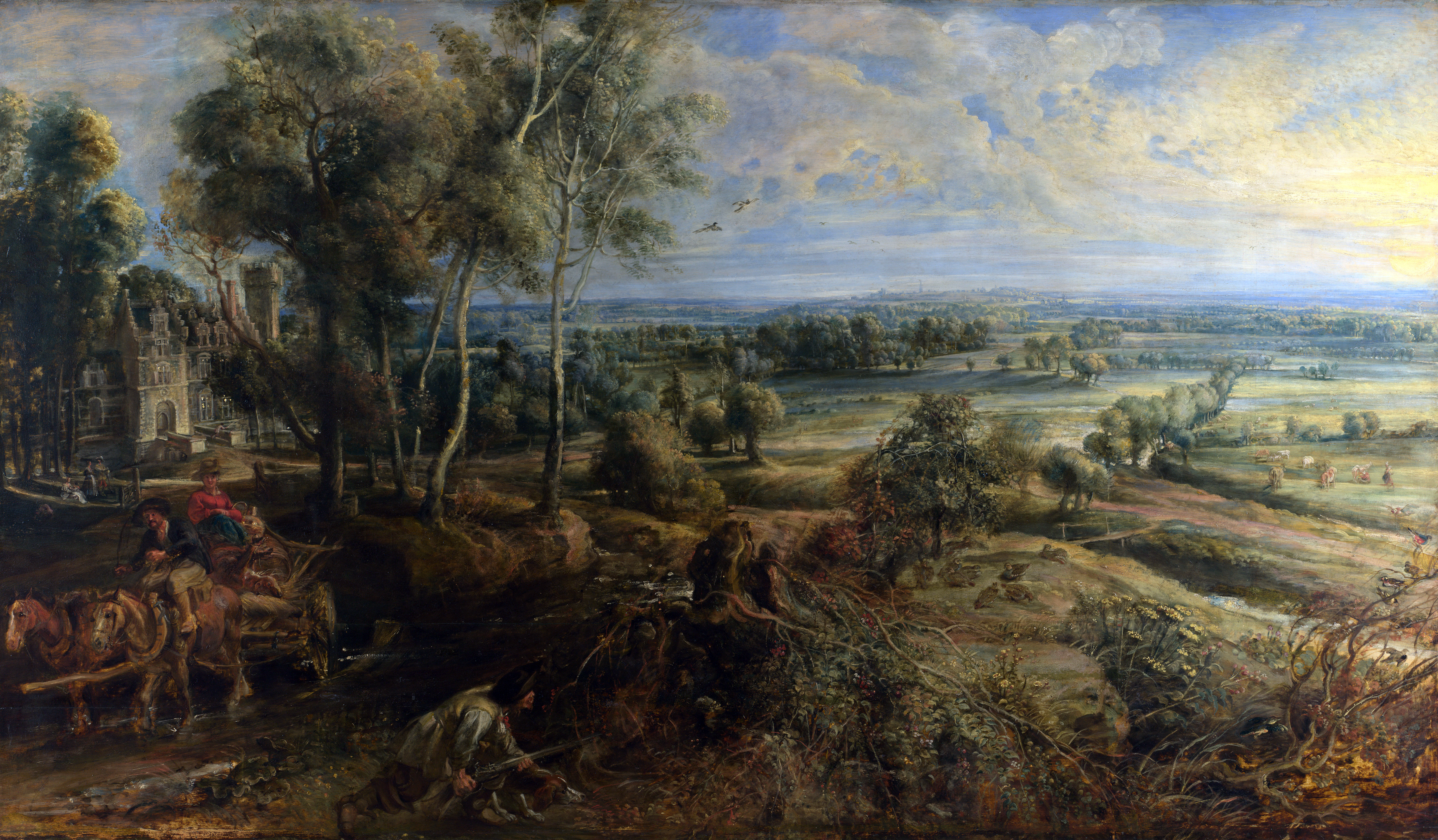
پیتر پل روبنس، منظره با نمای «هت استین»، ۱۶۳۶

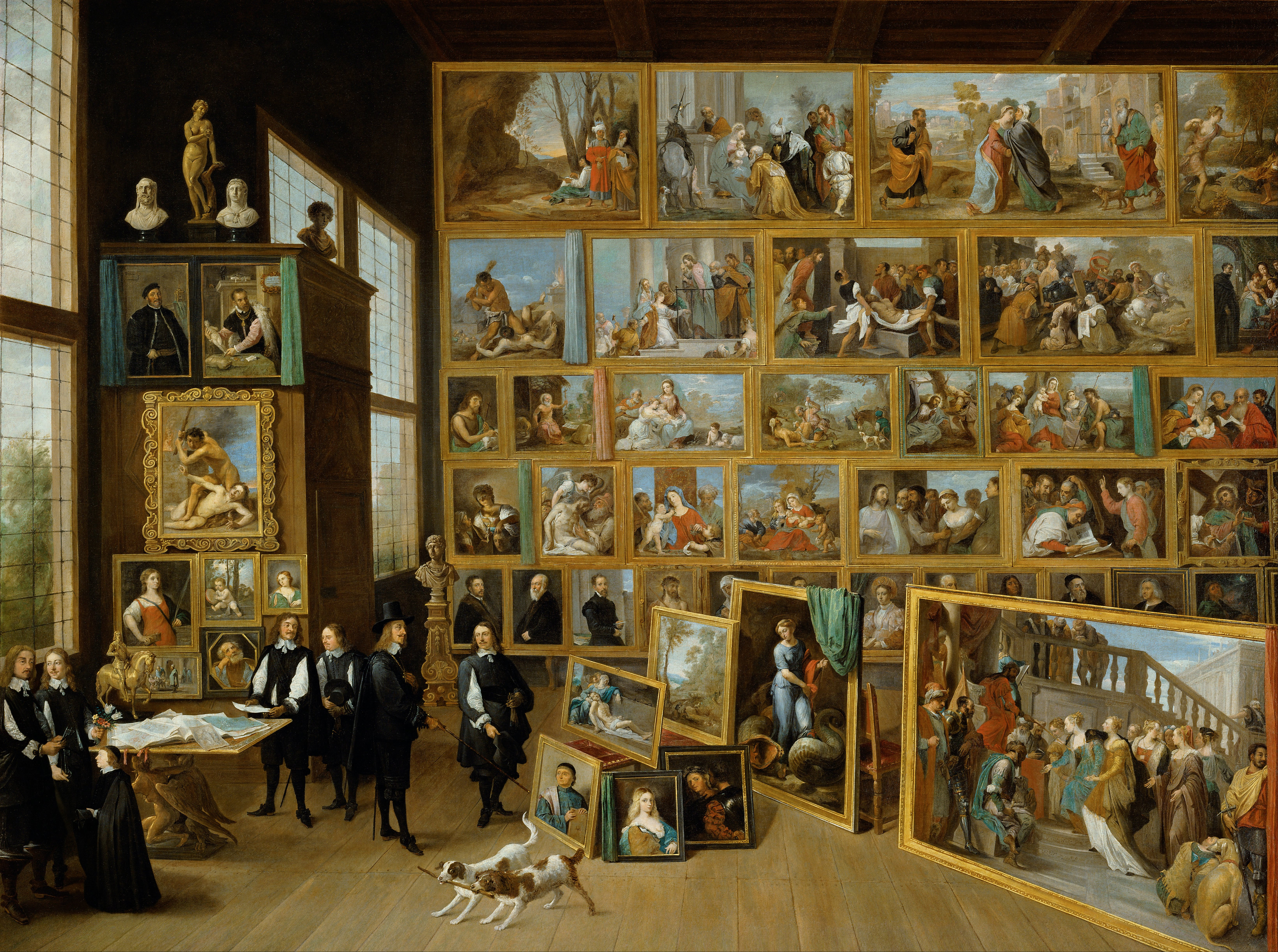
دیوید تنیرز جوان، آرشیدوک لئوپولد ویلهلم در گالری خود در بروکسل. تنیرز در زمانی که نقاش درباری در بروکسل بود، مجموعه نقاشی‌های آرشیدوک را در این اثر ثبت کرد.